# Pedofilia e Chiesa cattolica nella storia
Per comprendere il pensiero dei Padri della Chiesa su pedofilia (ed omosessualità) bisogna rifarsi all'etica romana a partire dall'età repubblicana, periodo in cui il potere legislativo prese «provvedimenti contro la pederastìa», prima in via amministrativa, poi in via giudiziaria.
Pur ritenendo «normale che un uomo avesse rapporti sessuali con altri uomini, oltre che con le donne» i romani, a differenza dei greci, «non ritenevano che, per i ragazzi, essere soggetti passivi di un rapporto omosessuale fosse educativo».
Il pensiero dei Padri riprendeva in parte la morale «tardo pagana» sul matrimonio.
Anche altri studiosi concordano su questa impostazione.
Da un tipo di «sessualità di stupro», il romano che «sottometteva senza problemi e senza rimorsi la moglie, le schiave e gli schiavi», cominciò a imporsi una regola di vita, che diventò un «codice morale repressivo».
Prima che il cristianesimo prendesse campo, la morale sessuale dei romani «si era trasformata da una bisessualità di stupro in un'eterosessualità di riproduzione».
La castità, anticipando il pensiero dei Padri, era diventata una virtù.
La predicazione cristiana trovò un facile terreno, alimentata dalla predicazione stoica «che esortava a controllare le passioni, a vincere le pulsioni, a indirizzare il sesso alla procreazione».
La nuova regola era «l'eterosessualità di riproduzione».

## Nei testi sacri e nella Tradizione

### La condanna contro chi scandalizza i "piccoli" nei Vangeli
I passi evangelici in Mc 9,42 e Mt 18,6 («Ma chi avrà scandalizzato uno di questi piccoli che credono in me, meglio per lui sarebbe che gli fosse appesa al collo una macina da mulino e fosse gettato in fondo al mare») sono stati interpretati nel corso dei secoli come un monito contro tutti quei peccati che avevano bambini come vittime, inclusi i peccati sessuali. Già papa Gregorio I, nel VI secolo, sosteneva che i tormenti dell'inferno, per i sacerdoti pedofili, sarebbero stati di qualità maggiore:
(Regula pastoralis, pars I, caput II)
Nel maggio 2010, a Piazza San Pietro in Vaticano, nel corso di una preghiera "di riparazione e di intercessione" per lo scandalo della pedofilia nella Chiesa, il pensiero di papa Gregorio I è stato richiamato da Charles Scicluna, promotore di giustizia della Congregazione della Fede, incaricato di seguire tutti i casi di preti responsabili di abusi.

### Condanna della pedofilia nelle opere dei Padri della Chiesa
- Epistola di Barnaba (I secolo, apocrifa):

«Mosè disse: "Non mangerai la lepre. Perché? Per non diventare un molestatore di ragazzi (paidóphthoros). Alla lepre cresce ogni anno una nuova apertura anale, cosicché quanti anni essa ha vissuto, tanti buchi anali possiede"».
- per Giovanni il Monaco (citato da Cotelerio) la paidophthoría era l'abuso di bambini sotto i 12 anni. Per le leggende sui comportamenti sessuali degli animali, vedi anche il bestiario Physiologus.
- Didaché, redatta tra il 100 e il 150: «Non corrompere i ragazzi, "ou paidophthoréseis"» (2.2).
- da Giustino († 165) la condanna dell'abbandono dei bambini perché «verranno indirizzati alla prostituzione»[17].
V. anche Clemente Alessandrino[18], che descrive i ragazzi da vendere come schiavi «abbelliti» per attirare maggiormente gli acquirenti. I Padri erano anche turbati dalla possibilità di incesto nel commercio schiavistico. V. Tertulliano[19][20], Ausonio, Cipriano, Minucio Felice. La vendita dei bambini è testimoniata anche da Beda nel VI secolo[21].
- il Concilio di Elvira (305) condannò gli «stupratores puerorum». Era rifiutata la comunione, anche in punto di morte, a coloro che «contaminavano» i ragazzi. Canone 71: De stupratoribus puerorum[22]
- il Commentario sull'"Hexaemeron" (fine IV secolo), attribuito a Eustazio (morto prima del 337) sosteneva l'innaturalità della pederastia. A seguire, Clemente Alessandrino e le leggende sui comportamenti contro natura della iena.

## Fino al XIII secolo
Nella Patristica la condanna investiva qualsiasi tipo di rapporto tra maschi, indipendentemente dall'età.
L'opinione di alcuni studiosi tende a escludere la condanna diretta di omosessualità - e pederastìa - da parte della Chiesa cristiana primitiva, in quanto tali fattispecie erano ricomprese nel concetto più vasto di «sessualità contro natura» (stigmatizzati in primis per la loro natura di atti non procreativi e, a seguire, per la loro degenerazione).
Il rifiuto della sessualità era quasi generale e spesso non faceva distinzioni fra le varie componenti. La castità era la scelta migliore.
A seguire, veniva il matrimonio nel quale era tuttavia determinante la continenza: tutte le pratiche che non prevedevano la procreazione erano bollate allo stesso modo.
L'omosessualità e la pedofilia rientravano, insieme a qualsiasi rapporto che non prevedeva la procreazione, in «rapporto illecito» e «contro natura».
Anche la stessa repressione della pedofilia e dell'omosessualità da parte degli imperatori cristiani non prevedeva distinzioni se non in un primo momento, in cui si prevedevano pene solo per l'omosessualità (e la pedofilia) passiva.
Da Giustiniano in poi furono colpiti a morte anche gli omosessuali attivi, indipendentemente dall'età.
Teofane parlando dei vescovi Isaia e Alessandro li chiama «vescovi pederasti», pur essendo semplicemente omosessuali.
Non manca, inoltre, chi suggerisce che tale supposto silenzio sulla materia fosse derivato dalla constatazione che la natura umana è incline al male e quindi in pericolo di suggestione; il solo sentirne parlare avrebbe rischiato di invitare alla pratica.
Tale fu anche la cautela adottata da molti confessori.
A partire dal XIII secolo in poi la condanna divenne netta.
Nel Concilio Lateranense III (1179) l'omosessualità, in tutti i suoi aspetti (quindi non solo riguardo agli abusi su maggiorenni e minorenni dello stesso sesso) fu duramente condannata e anche le crociate si fecero latrici di accuse contro i musulmani, considerati amatori sfrenati e anche contro natura.

## Dal XIV secolo in poi

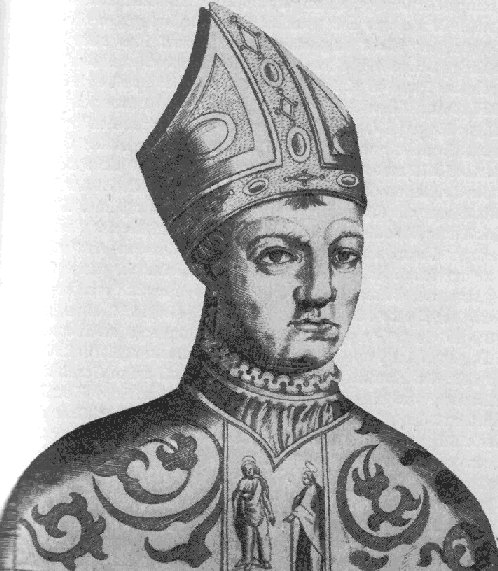
Giovanni XXIII in vesti pontificali.

Non è agevole rintracciare e documentare nella storia del clero cattolico attività riconducibili alla pedofilia.
Al pari di tutte le altre attività di tipo sessuale, la sodomia veniva celata e pubblicamente condannata innanzitutto dallo stesso clero.
Ad esempio negli Statuti della città di Orvieto (fine XV secolo) redatti da papa Alessandro VI la sodomia veniva punita con sanzioni pecuniarie e corporali, di intensità ridotta per l'adolescente (minore di 14 anni) rispetto all'adulto in virtù della giovane età; tuttavia la pedofilia non era ancora distinta dalla sodomia, onde la citata pena vigeva per entrambi i casi:
(Statuti orvietani)

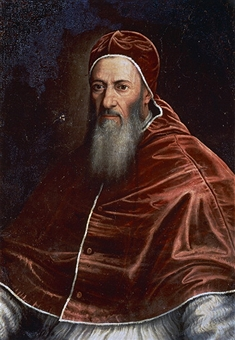
Papa Giulio III

Tali fattispecie di reato costituirono lo spunto, da parte di oppositori protestanti o del popolo (v. Pasquino) per spargere voci, della cui attendibilità non esiste alcuna prova, contro i personaggi più influenti o più di rilievo della Chiesa cattolica.
In altri casi, più comprovati, esistono documenti processuali o conciliari e resoconti di cronisti e storici che accusano alcuni membri del clero cattolico di aver compiuto atti di pedofilia.
- Papa Giulio III (Giovanni Maria Ciocchi Del Monte) nominò cardinale suo nipote adottivo, il diciassettenne Innocenzo Del Monte (1532-1577), entrato nei suoi favori quattro anni prima quando quegli era ancora cardinale e il nipote appena tredicenne. Innocenzo era figlio adottivo del conte Baldovino Ciocchi del Monte, fratello di Giulio III. Il giovane venne considerato essere stato amante del pontefice da Paolo Sarpi[38] e dall'erudito Onofrio Panvinio[39], il quale definì Giulio III «puerorum amoribus implicitus» ossia «invischiato in amori per ragazzini»[40]. Il cardinale Pietro Sforza Pallavicini[41] sostiene invece la tesi che i sentimenti che univano Giulio III al giovane Innocenzo fossero di tipo unicamente filiale.
- L'antipapa Giovanni XXIII (1370 - 1419), (scomunicato e imprigionato, ma in seguito perdonato e reintegrato), come rivelano gli atti del Concilio di Costanza (1415)[42] fu processato per sodomia; tra le accuse a suo carico anche quella di essersi procurato ragazzini con l'aiuto di Angelotto da Roma, chierico della camera apostolica, canonico di San Giovanni in Laterano[43].
- Nel 1863 don Francesco Piccinotti venne condannato per aver abusato più volte di un giovane contadino minorenne nella casa stessa del ragazzo, nella quale si recava per impartirgli lezioni private[44].

### Il caso di suor Mary MacKillop

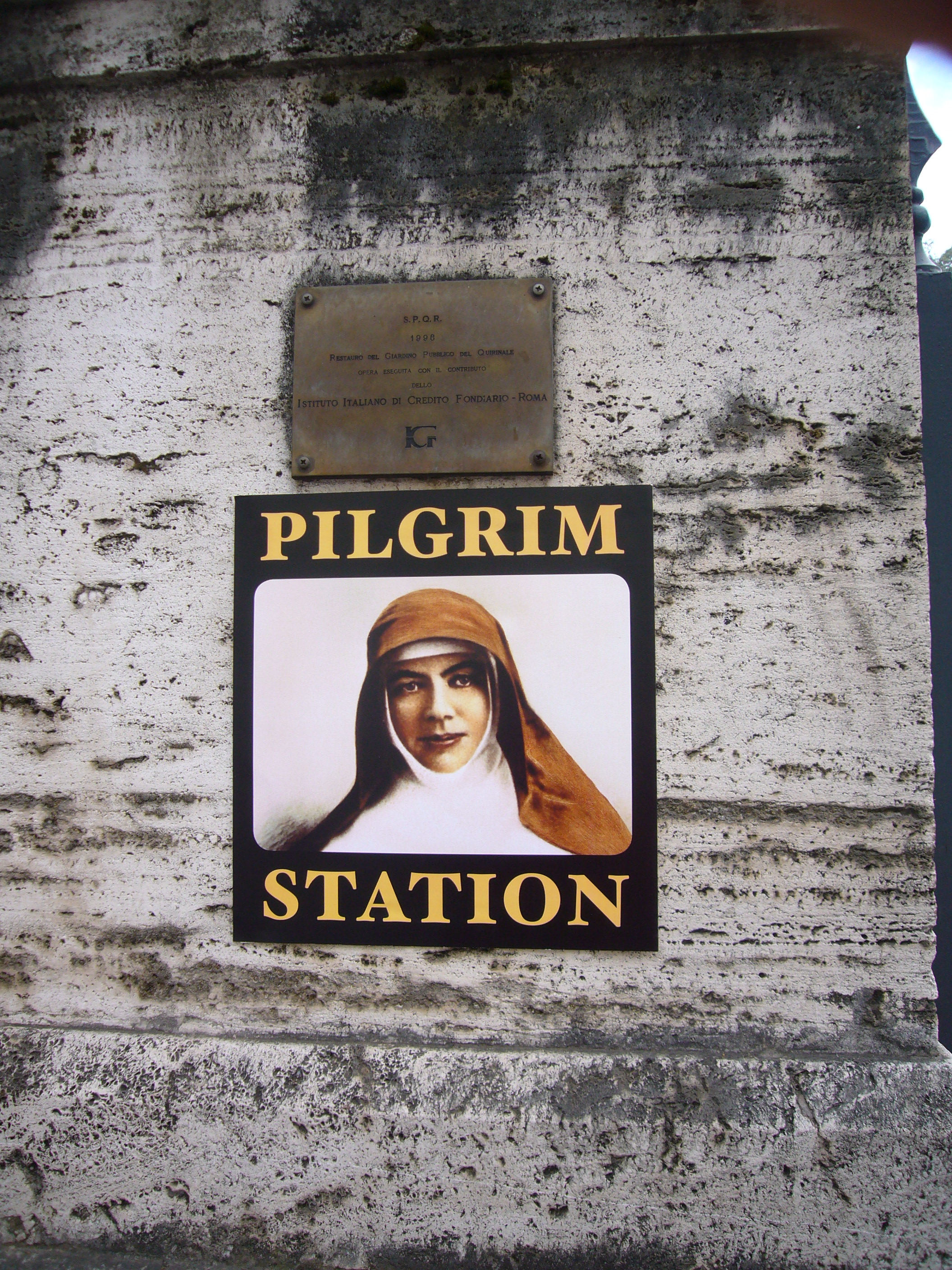
Pilgrim station a Roma per la canonizzazione di Mary MacKillop (ottobre 2010)

Suor Mary MacKillop (1842 - 1909), fondatrice nel 1867 dell'ordine religioso australiano delle Sorelle di San Giuseppe del Sacro Cuore, con la missione di aprire scuole per i bambini delle famiglie povere, nel 1870 denunciò insieme a altre suore, un prete che commetteva abusi su minori. Il sacerdote venne trasferito in Irlanda, ma il vicario generale dell'Arcidiocesi di Adelaide, dove operava l'ordine la scomunicò per insubordinazione nel 1871. La suora è stata beatificata da Giovanni Paolo II nel 1995 e canonizzata da Benedetto XVI il 17 ottobre 2010.
Questa ricostruzione dei motivi della scomunica è stata messa in discussione. Secondo lo storico Luigi Castaldi essa è stata originata da un documentario della BBC del settembre 2010, «Mary, miracles and saints», ripreso poi dal quotidiano Sydney Morning Herald. La notizia, diffusa su tutti i principali giornali del mondo, è stata smentita da padre Gardiner sull'Australian. L'ipotesi di Gardiner è stata poi riportata come un fatto accertato dalla stampa italiana. In effetti prima del 25 settembre 2010 non si ha alcuna notizia di una denuncia di un prete pedofilo da parte di suor Mackillop.

## XX secolo
Nell'estate del 1907 la stampa dell'epoca riporta che una serie di scandali di abusi sessuali su minori provocarono in tutta Italia violenti moti anticlericali. Tra di essi, il caso dei Marianisti di Pallanza (1904); il cosiddetto "Scandalo Fumagalli": a Torino don Riva fu arrestato per abusi sessuali su una fanciulla nell'asilo milanese gestito dalla sedicente suora Giuseppina Fumagalli: «Atti nefandi in un asilo di pseudomonache - cinque donne e un prete arrestati»; lo scandalo dell'educatorio di Alassio (SV) in cui don Bretoni venne accusato di sevizie sessuali ai danni di un ragazzo tredicenne; «Suore denunciate al Procuratore del Re per maltrattamenti e inganni».
Tuttavia, lo scandalo che ebbe la più vasta eco e anche le più vistose conseguenze politiche, diplomatiche e di ordine pubblico, esplose il 31 luglio 1907: in seguito alle denunce di abusi sessuali subìti da un quattordicenne del collegio salesiano di Varazze (SV), e alla notizia del tentativo di arresto di don Musso, datosi alla fuga e alle conseguenti proteste della Segreteria di Stato della Santa Sede e di papa Pio X, che accusavano la propaganda massonica e socialista di aver imbastito una campagna anti-vaticana, violenti moti anticlericali si verificarono a Roma, Milano, Venezia, Pisa, Torino, Mantova, Livorno, Sampierdarena (Genova), La Spezia, Firenze, Faenza, Palermo, che causarono un morto e 20 feriti.
Secondo uno studio condotto su 1 500 preti da Conrad Baars, psichiatra tedesco di orientamento cattolico, citato anche da Thomas P. Doyle sulla rivista Pastoral Psycology e sottoposto nel 1971 al Sinodo dei Vescovi in Roma (a cui partecipò anche il cardinale Wojtyła, eletto papa sette anni dopo nel 1978), alcuni preti sono affetti da problemi psicosessuali inaspriti dal celibato, al quale non si viene sufficientemente preparati durante l'istruzione ricevuta in seminario. Lo studio avvertiva anche della necessità di predisporre azioni correttive per ridurre il fenomeno. Nessun provvedimento fu preso in tal senso.

## Riverberi satirici

### Ruzzante
Il noto drammaturgo Beolco Ruzzante scrisse, riferendosi esplicitamente a un presunto collegamento tra la pedofilia nel clero e il Celibato:

### I sonetti del Belli
I vizi degli ecclesiastici sono un tema dominante dei sonetti di Giuseppe Gioachino Belli.
Nel sonetto 1276, Li dilitti d'oggiggiorno, un ecclesiastico, Don Marco, è autore dei più atroci delitti: ha rapporti sessuali con donne sposate, stupra bambini, commette furti e frodi di ogni genere. Ogni volta che viene chiamato a rispondere delle proprie azioni, viene assolto dal Papa il quale finge di non credere alla veridicità delle accuse. Ma inaspettatamente giunge paradossale il lieto fine: una spia suggerisce al Papa che Don Marco possa essere un liberale iscritto alla Massoneria, pertanto il Papa lo condanna, in segreto, senza processo.
(Giuseppe Gioacchino Belli, sonetto n. 1276, Li dilitti d'oggiggiorno, 4 giugno 1834)
Note dell'autore. 1 Trufferie di danaro. 2 Se n'è uscito: se n'è disimpegnato col dire, ecc. 3 Sentendosi. 4 Da sé medesimo.

### Le Pasquinate e altra satira

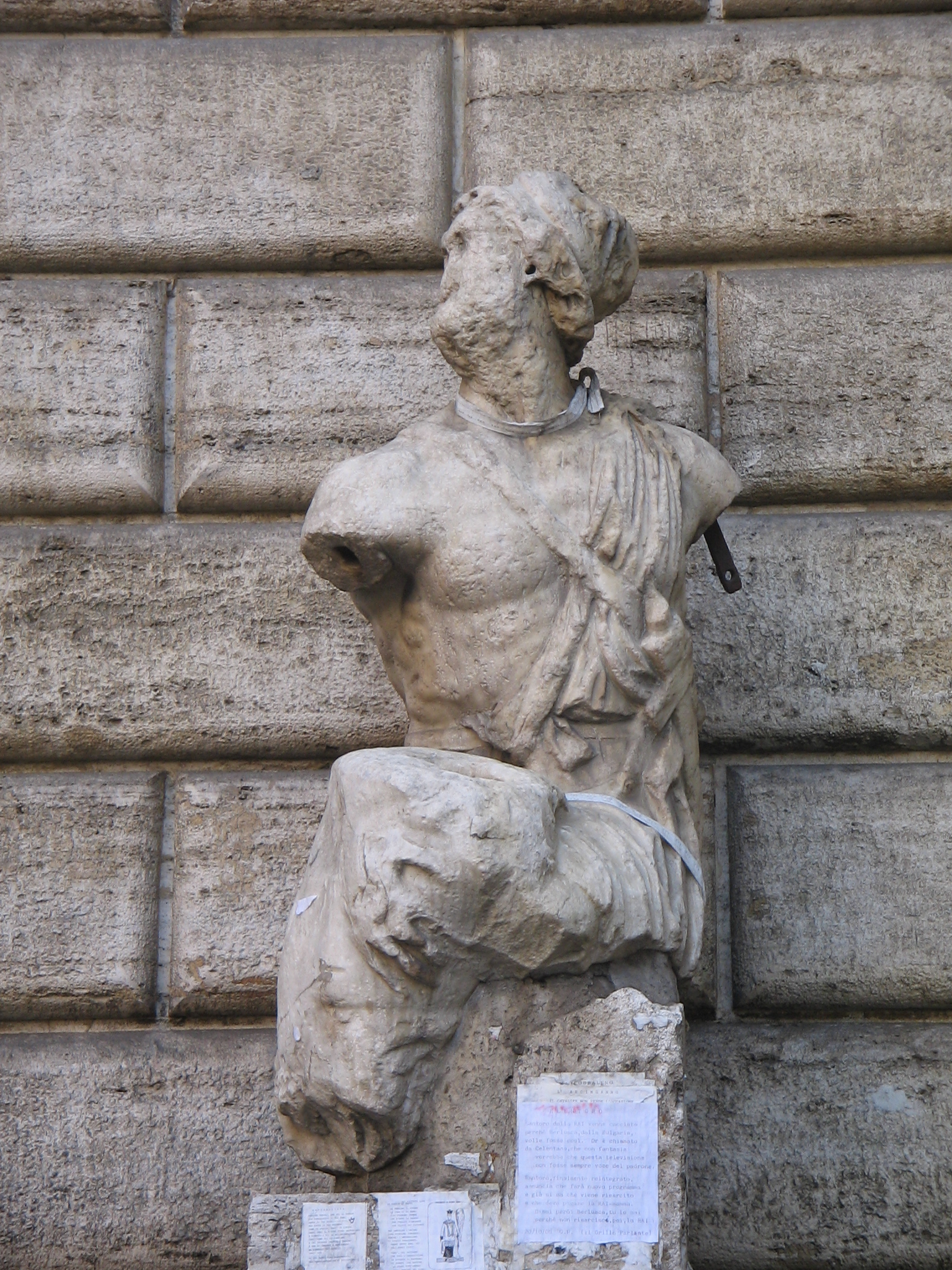
La statua di Pasquino

Le attività sessuali omosessuali con adulti di sesso maschile e femminile e con giovinetti (queste ultime definite solo in questo secolo attività pedofile) erano tra i bersagli favoriti delle pasquinate ossia i fogli contenenti satire in versi, dirette a pungere anonimamente i personaggi pubblici più importanti (soprattutto papi), apposti ai piedi o al collo della statua di Pasquino a Roma.
Papa Adriano VI (1522-1523), papa Sisto V (1585-1590) e papa Clemente VIII (1592-1605) tentarono invano di eliminare la scomoda statua.
Papa Benedetto XIII (1724-1730) emanò anche un editto che garantiva la pena di morte, la confisca e l'infamia a chi si fosse reso colpevole di pasquinate. Già nel 1566, però, sotto papa Pio V (1566-1572), un tal Niccolò Franco era stato accusato di essere l'autore delle pasquinate e per questo condannato alla forca.

#### Pasquinate contro Giulio III e i versi di Joachim du Bellay
Papa Giulio III (1550-1555), Giovanni Maria Ciocchi Del Monte, nominò cardinale il suo nipote adottivo diciassettenne Innocenzo Ciocchi del Monte (1532-1577), suo presunto amante, entrato nei suoi favori quattro anni prima quando Giulio III era ancora cardinale e quando il giovane era appena tredicenne (cfr. capitolo Pedofilia e clero cattolico nella storia).
- Pasquinata del 1543

Perché non puote mai convertir una,
Mont'è sepolto qui nella sua vigna,
sott'una fica senza fronde alcuna
(Perché non riesce ad andare con nessuna donna, Del Monte è sepolto qui sotto un albero di fico senza foglie).
- Pasquinata del 1544

S'un cardinal perverso si punisse,
di Monte il corpo qui non fora sito
ch'arso seria per sodomito,
perché bugerò sempre fin che visse
(Se si punissero i cardinali perversi, Del Monte non avrebbe sepoltura in questo luogo: sarebbe stato arso come sodomita perché fu dedito alla sodomia sempre finché visse).
- pasquinata del 1549

Monte per sodomia
devria brugiarsi: egli ha capricci matti,
si regge a la roversa in detti in fatti
(Del Monte dovrebbe essere arso vivo per sodomia: ha capricci matti ed è invertito in ciò che dice e in ciò che fa)
- Pasquinata del 1550

Ama Del Monte con ugual ardore
la scimmia e il servitore.
Egli al vago femmineo garzoncello
ha mandato il cappello:
perché la scimmia, a trattamento uguale,
non fa pur cardinale?
(Del Monte ama con ugual ardore la scimmia e il suo servitore: ha fatto cardinale il femmineo ragazzino, perché non fa lo stesso con la scimmietta?)
- Pasquinata del 1550

Mont'ha capricci tali,
che si vedrian tor furbi dalle strade
e porgli a lato della Trinitade
(Del Monte ha capricci tali che toglie dalla strada ragazzacci per metterli al lato della Trinità).
- Versi satirici del poeta francese Joachim du Bellay[70]

Ma vedere uno staffiere, un bambino, una bestia,
un furfante, un poltrone diventare cardinale,
e per aver saputo accudire bene a una scimmia,
un Ganimede avere il rosso in testa
(...)
questi miracoli, Morel, accadono solo a Roma.

#### Pasquinate contro papa Giulio II
Papa Giulio II fu accusato di intrattenersi con giovani ganimedi (giovanetti).
- Pasquinata del 1534[73].

Sixtum lenones, Iulium rexere cinaedi
imperium vani, scurra, Leonis habes
(I ruffiani guidarono Sisto, i sodomiti passivi Giulio; e tu, buffone, reggi <ora> l'impero del fatuo Leone), traduzione di Giovanni Dall'Orto

### Baudolino, Umberto Eco
Nel quarto romanzo di Umberto Eco, intitolato Baudolino ed ambientato tra il XII e il XIII secolo, si racconta la storia di fantasia di Baudolino, giovane delle campagne piemontesi a cui un eremita insegna a leggere e scrivere. Quando l'eremita inizia a molestare il giovane, tentando subdolamente con le lusinghe di indurlo ad aver rapporti sessuali con lui, Baudolino lo colpisce con un calcio in mezzo alle gambe. L'eremita lo minaccia di accusarlo in pubblico di essere posseduto dal demonio e di farlo bruciare al rogo, ma Baudolino a sua volta minaccia di rivelare le di lui frequentazioni con una strega che avrebbe praticato all'eremita un rapporto orale, interpretato da Baudolino come un rituale di stregoneria. Il chierico si difende fingendo di aver voluto scherzare, di aver voluto verificarne il timor di Dio e raccomandandogli di tornare il giorno dopo per continuare le lezioni di scrittura. Quando, tempo dopo, Baudolino, ormai quattordicenne, racconta la storia allo sconosciuto tedesco - che in realtà è l'imperatore Federico Barbarossa e uno dei protagonisti più importanti del romanzo - questi esplode in una risata maniacale e risponde che quegli eremiti sono tutti "Sodomiten".